# J.-H. Rosny jeune
Pour les articles homonymes, voir Rosny.
J.-H. Rosny jeune (pseudonyme de Séraphin Justin François Boex), né le 21 juillet 1859 à Bruxelles en Belgique et mort le 15 juin 1948 à Ploubazlanec en France, est un écrivain d'origine belge.
Naturalisé français, il a conservé la double nationalité.

## Biographie
Entre 1887 et 1908, il écrit sous le nom J.-H. Rosny, avec son frère Joseph Henri Honoré Boex.
En juillet 1908 les frères arrêtent leur collaboration et Joseph continue d'écrire sous le nom J.-H. Rosny aîné, pendant que Séraphin signe J.-H. Rosny jeune. Toutefois, certains textes anciens furent encore publiés après cette date, sous le nom J.-H. Rosny.
L'aîné est le mieux connu des deux et les ouvrages issus de leur collaboration sont souvent attribués, par erreur, à l'aîné seul.
Le 5 décembre 1935, les deux frères ont signé une convention littéraire qui attribue formellement les ouvrages écrits en collaboration. Cette convention a été publiée par Jean-Michel Pottier dans Les Cahiers naturalistes no 70.
Elle est reprise et analysée dans le dossier "J.-H. Rosny - Archéobibliographie", publié dans la revue Le Visage Vert no 23, par Fabrice Mundzik : « Toute une échelle de valeurs est à réviser, la place occupée par le cadet n’étant pas aussi minime que les critiques littéraires pouvaient, à tort, le croire jusqu’alors. »
Dans son testament, Edmond de Goncourt nomma les frères J.-H. Rosny pour faire partie de la Société littéraire des Goncourt. Plus connue sous le nom d'Académie Goncourt, elle a officiellement été reconnue le 1er mars 1900. Le premier Prix Goncourt fut attribué le 26 février 1903.
De 1926 à sa mort en 1940, J.-H. Rosny aîné était le président de l'Académie Goncourt. J.-H. Rosny jeune occupa ensuite cette fonction jusqu'en 1945.
Ancien instituteur, il a publié sous le nom Justin Boex un livre de lecture courante pour le cours moyen et supérieur, La Leçon de la Vie.
Il est un des membres fondateurs, en 1909, de l’association littéraire des amis du lac d'Hossegor.

## Œuvres
- L'Aiguille d'or (1898)
- Les Retours du cœur (1898)
- La Fauve (1899)
- La Charpente (1900)
- Thérèse Degaudy (1901)
- Le Docteur Harambur (1903)
- L'Affaire Derive (1909)  (premier roman (mais pas le premier texte) publié sous le nom de J.-H. Rosny jeune)
- La Leçon de la vie (1910)
- La Toile d'araignée (1911)
- Sépulcres blanchis (1913)
- La Carapace (1914)
- Mimi, les Profiteurs et le Poilu (1919)
- La Contrée aux embûches (1920)
- La Petite Nielle (1920)
- Fanchon-la-Belle (1921)
- La Messe mondaine (1923)
- Frans Hals (1924)
- La Courtisane passionnée, roman du luxe parisien (1924)
- La Courtisane triomphante, roman du luxe parisien (1925)
- Claire Técel, avocat à la Cour (1925)
- La Pigeonne (1925)
- Les Beaux Yeux de Paris (1926)
- La Désirée (1926)
- Hossegor (1926)
- Le Soupçon (1927)
- La Métisse amoureuse, roman de mœurs de Paris (1927)
- Les Furies (1928)
- Les Chaperons blancs (1928)
- Les Amours d’Élisabeth d'Angleterre (1929)
- Les Plaisirs passionnés (1929)
- Les Amours tragiques de la première princesse de Lamballe (1930)
- L'Énigme du Redoutable (1930)
- Les Folles Passions de Pauline Borghèse (1930)
- L'Enlèvement (1930)
- Sous le signe de la beauté (1931)
- L'Argentine (1931)
- La Lutte pour la mer (1931)
- La Société des insectes (1931)
- La Juive chrétienne (1931)
- L'Île des fleurs (1932)
- Nos bêtes amicales (1932)
- La Cité infernale (1933)
- Papillons de nuit (1933)
- Les Fleurs amoureuses et sensibles (1933)
- L'Erreur amoureuse d'Anne de Bretagne (1934)
- Une reine des rues (1935)
- Marcette éblouie (1935)
- Élisabeth, reine d'Angleterre (1937)
- La Pharmacie des prés (1939)
- La Croisière d'Esclarmonde (1942)
- Le Banquet de Platon (1942)
- Le Destin de Marin Lafaille (1945)
- Du sang sur la neige (1947)